# Procallimus distinctipes
Procallimus distinctipes là một loài bọ cánh cứng trong họ Cerambycidae.